# Get Me Bodied
"Get Me Bodied"는 미국의 알앤비 가수 비욘세 놀스의 두 번째 정규 앨범 B'Day (2006)의 싱글이다. 노래의 작곡에는 비욘세, Sean Garrett, Kasseem "Swizz Beatz" Dean, Angela Beyince, 솔란지 놀스, Makeba Riddick이 참여했다. 비욘세는 여동생 솔란지와 작곡 과정에서 데스티니 차일드의 같은 멤버였던 켈리 롤랜드와 미셸 윌리엄스로부터 영감을 얻었다. 콜롬비아 레코드는 이 노래를 2007년 7월 10일 B'Day의 마지막 싱글로 발매하기로 결정했다.
"Get Me Bodied"는 알앤비와 바운스, 댄스홀, 레게 장르의 영향을 받았다. 음악 평론가들은 파티 사운드와 비욘세의 보컬이 조화되었다며 대체로 긍정적인 평가를 했다. 미국음악저작권협회(ASCAP)는 2007년 최고의 알앤비/힙합 노래로 선정했다. "Get Me Bodied"는 지금까지 비욘세의 싱글들 중 가장 낮은 순위를 기록했는데, 빌보드 핫 100 68위를 기록했다. 핫 알앤비/힙합 송 차트에서는 10위까지, 팝 100 차트는 100위까지 올라갔다.

## 트랙 리스트
- 미국 CD 싱글[1]

1. "Get Me Bodied" (Radio Edit) – 4:00
2. "Get Me Bodied" (Extended Mix) – 6:18

- 미국 CD 맥시 싱글

1. "Get Me Bodied" (Extended Mix) – 6:21
2. "Get Me Bodied" (Timbaland Remix featuring Voltio) – 6:17
3. "Get Me Bodied" (Timbaland Remix featuring Fabolous) – 4:50

## 차트
| 차트 (2007)                     | 최고 순위 |
| ------------------------------- | --------- |
| 미국 빌보드 핫 100              | 68        |
| 미국 핫 알앤비/힙합 송 (빌보드) | 10        |
| 미국 팝 100 (빌보드)            | 88        |

| 차트 (2007)            | 순위 |
| ---------------------- | ---- |
| 미국 핫 알앤비/힙합 송 | 26   |